# Pánuco (municipalité)
La municipalité de Pánuco est l'une des 212 municipalités de l'État de Veracruz, et est située dans la partie nord de cet État. Située à l'ouest du golfe du Mexique, elle appartient à sa plaine côtière, ainsi qu'au bassin versant du fleuve Río Pánuco, dont elle est riveraine. Elle est limitrophe au nord de l'État de Tamaulipas et à l'ouest de l'État de San Luis Potosí. Son chef-lieu est la ville homonyme de Pánuco. Elle fait partie de la "Zona metropolitana de Tampico", aire urbaine qui regroupe autour de la ville de Tampico les municipalités faisant partie de sa sphère d'influence. Elle dépend de la région Huasteca Alta, du nom du peuple des Huaxtèques qui y est établi, et est une des 10 subdivisions administratives de l'État de Veracruz.

## Toponymie
Le toponyme Pánuco vient de la langue huastèque. Páno désigne un passage, tandis que le suffixe co désigne un lieu. L'ensemble signifie gué ou pont.

## Géographie

Bassin inférieur du Río Pánuco

La municipalité de Pánuco s'étend du nord au sud du part et d'autre du fleuve Río Pánuco, qui lui sert de limite à l'ouest, puis à l'est. Elle est bordée au nord par un affluent du Río Pánuco, le Río Tamesí, et fait alors face à l'État de Tamaulipas. Elle est bordée à l'est par un autre affluent du Río Pánuco, le Río Chicayan. Elle comprend plusieurs lacs : Cerro de Pez, Dulce, Tortuga, Chila, Marlán, Los Moros, Quimín, Camalote, Herradura et Tancoco. Elle fait partie de la plaine côtière du golfe du Mexique, avec une altitude oscillant entre 10 et 100 mètres. Son chef-lieu, la ville éponyme de Pánuco, se trouve dans la partie nord de son territoire, sur un extérieur de méandre du fleuve Río Pánuco, sur sa rive sud. Ce territoire couvre une superficie de 3171 km², et était peuplé en 2020 de 96 185 habitants.
Cette municipalité fait partie de la Zona metropolitana de Tampico (es), regroupant, dans l'État de Tamaulipas, les municipalités de Tampico, Altamira et Ciudad Madero, et dans l'État de Veracruz celles de Pueblo Viejo et de Pánuco, pour une population totale de 927 379 habitants.
Elle est limitrophe au nord, dans l'État de Tamaulipas, des municipalités de Tampico, Altamira, González, et El Mante, à l'ouest, dans l'État de San Luis Potosí, des municipalités de Ébano et San Vicente Tancuayalab, au sud, dans l'État de Veracruz, de celles d'El Higo et de Tempoal, et à l'est de celles d'Ozuluama de Mascareñas, de Tampico Alto et de Pueblo Viejo.

## Composition et démographie
La municipalité était composée en 2010 de 1 014 localités.
| Localité  | Population |
| --------- | ---------- |
| Pánuco    | 37 450     |
| Moralillo | 9 154      |
| Tamos     | 3 740      |
| Guayalejo | 2 682      |

En plus de l'espagnol, plusieurs langues amérindiennes sont parlées dans la municipalité, dont les principales sont par ordre d'importance : le huastèque et le nahuatl.

## Histoire

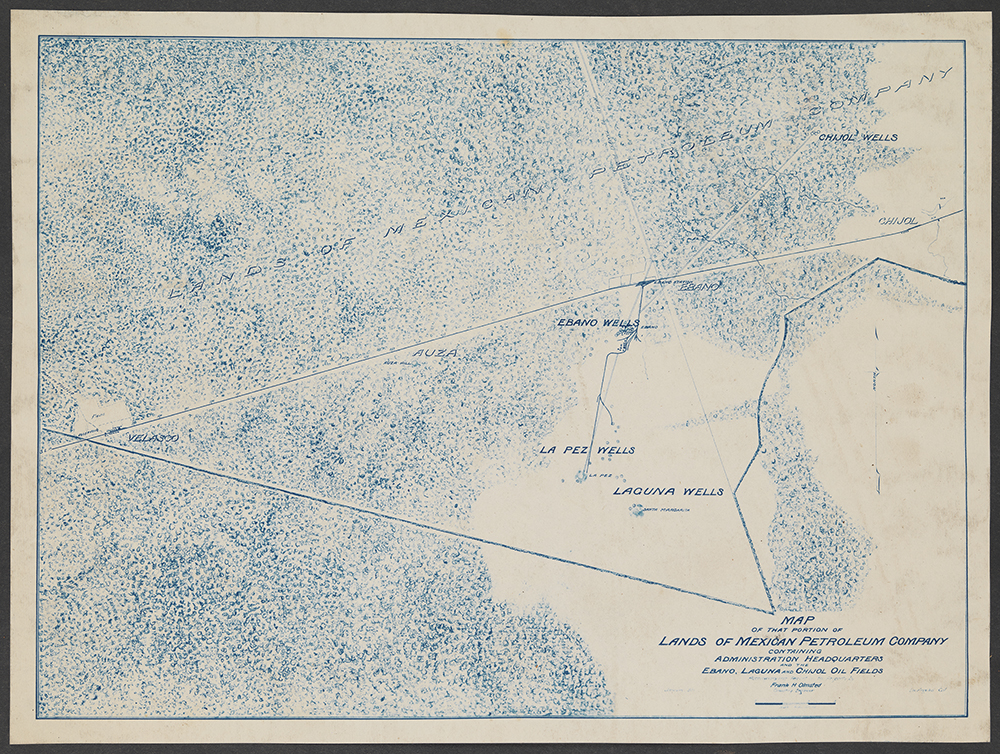
Carte montrant les infrastructures pétrolières de la municipalité

Une ancienne tradition raconte que lorsque le dirigeant local Cuextecatl est mort, on l'emmena en cet endroit pour l'enterrer sur des plate-formes d'or. Il a plus tard donné son nom à la région Cuexteca ou Huasteca, autrefois confédération de tribus connue sous le nom de Tamoanchan. Le nom du peuple des Huaxtèques dérive de la même racine.
En 1521, Francisco de Garay (es) devient le dirigeant du gouvernorat de Pánuco, fonction qu'il ne pût cependant exercer, ayant vaincu par le peuple des Chichimèques dans la région des lacs Chila et Tamós. Hernán Cortés chercha à le venger et marcha avec ses troupes vers Tampico.
Après ce rétablissement d'ordre, la ville de Pánuco est baptisée Villa de Santiesteban del Puerto. Son nom indigène de Pánuco est cependant resté.
En 1901, des puits de pétrole, parmi lesquels ceux de La Pez et Uno Dicha, sont mis en exploitation. Ils sont alors contrôlés par la compagnie Huasteca Petroleum Company, propriété d'Edward L. Doheny, un aventurier qui avait exploité de nombreuses mines d'or dans l'État de Californie. Durant la Seconde Guerre mondiale, ce pétrole était exporté par les Américains via le port de Tampico.

## Économie

### Industrie
La municipalité abrite aujourd'hui des unités de production de ciment.

## Transports

Principaux axes de transports

- La municipalité est traversée d'ouest en est par la route nationale 70 desservant Tampico.

- La route nationale 105 la traverse en partie du nord au sud, jusqu'à sa jonction avec la nationale 70.

- Une voie de chemin de Fer partant de l'État de San Luis Potosí à l'ouest et desservant la ville de Tampico à l'est la traverse d'ouest en est, légèrement au nord de la route nationale 70.

- Hors carte, elle est desservie par l'Aéroport international de Tampico, situé au nord de la ville de Tampico.